# Cyclea insularis
Cyclea insularis är en tvåhjärtbladig växtart. Cyclea insularis ingår i släktet Cyclea och familjen Menispermaceae.

## Underarter
Arten delas in i följande underarter:
- C. i. guangxiensis
- C. i. insularis